# Cacán
Cacán (también escrito kakán) o según algunas versiones kaká, cacá e incluso chaká, era el idioma hablado hasta aproximadamente mediados del siglo XVIII por la etnia diaguita (pazioca) en el noroeste argentino y, según algunos autores, también en las regiones de Atacama y Coquimbo en Chile, aunque esta última hipótesis ha sido cuestionada.

## Distribución geográfica
A la llegada de los españoles en 1535/1536 la mayor parte de la población autóctona de la región de las actuales provincias argentinas de Salta (centro-sur), Tucumán (extremo oeste), Catamarca, La Rioja, norte de San Juan, y  también en las actuales regiones chilenas de Atacama (su mitad meridional) y Coquimbo hablaba un idioma propio llamado cacán.
El sacerdote católico misionero Pedro Alonso de Barzana en carta a su colega el fraile Juan Sebastián fechada el 8 de septiembre de 1594 dice:

El cacán usan todos los diaguitas y todo el valle de Calchaquí y el valle de Catamarca y gran parte de la conquista [provincia] de la Nueva Rioja y los pueblos casi todos que sirven [encomendados] a [la ciudad de] San Tiago [Santiago del Estero], así como los poblados en el río del Estero [el río Dulce] como otros muchos que están en la sierra [las montañas del centro norte de Chile].

Se considera que este idioma se hallaba dividido al menos en tres grupos dialectales: el calchaquí en los valles Calchaquíes, Santa María y Yocavil; el diaguita occidental en el Norte Chico y, al este de los Andes en los valles de Belén, Hualfín y Abaucán, por último el capayán en La Rioja, norte de San Juan extendiéndose acaso con el nombre de origen español indama hasta el oeste de Santiago del Estero y extremo noroeste de Córdoba. Por su parte arqueólogos como Eric Boman han supuesto que el cacán se hablaba (ca. el siglo XV) por todo el oeste de la provincia de San Juan hasta la cordillera del Tigre, esto es hasta casi confinar con el Aconcagua ubicado en el norte de Mendoza.

### Debate sobre su alcance en Chile
Según autores como Ricardo Latcham Cartwright, el cacán también se hablaba en el Norte Chico de Chile, que comprende las regiones de Atacama y de Coquimbo. Sin embargo, para el historiador chileno Jorge Hidalgo no existe ninguna evidencia de que los habitantes de estas zonas hablaran el cacán, fundándose en los trabajos de Francisco Cornely Bachman y Jorge Iribarren Charlin, especialistas en cultura diaguita; el arqueólogo Julio Montané y las estimaciones de población según distintos cronistas, que consigna en 7500 personas para 1540, todos los cuales habrían estado influidos profundamente por el inca y el uso del quechua como lengua.
En esa misma línea, según el arqueólogo chileno Gonzalo Ampuero Brito, para entenderse con los habitantes de estas zonas, los españoles emplearon a traductores o lenguas que hablaban quechua, el que era entendido por estos indígenas, debido a la quechuanización de los diaguitas.

## Clasificación
Lengua del área andina, vecina del mapudungun, el kunza y el quechua. Ciertas coincidencias con estos idiomas, generalmente de tipo léxico, pueden deberse a préstamos o a equivocaciones de los investigadores al recopilar el material, desconociéndose mayores detalles como para precisar su ubicación lingüística.

## Descripción lingüística
Este idioma fue ágrafo (sin escrituras completas), sus primeras transcripciones al español y al latín (con las limitaciones fonéticas correspondientes) se debieron a la actividad de los misioneros tras la conquista española del siglo XVI. Alonso de Barzana y Pedro Añasco escribieron hacia 1540 preceptos gramaticales y vocabularios. Barzana también redactó textos de doctrina cristiana, catecismos, confesionarios, homilías, plegarias y sermones en cacán pero estos no fueron publicados. Uno de los misioneros –Lozano– expresó que sus colegas, los frailes Hernando de Torre Blanca y Diego de Sotelo:

eran peritísimos en el idioma cacano (...)

Y, añade:

es [el cacán] una lengua dulce y armoniosa, tenía dificultades enormes de pronunciación, a tal punto que sólo lo percibe [entiende] quien lo mamó de leche, porque es en extremo arrevesada [gramaticalmente] y forma sus voces en sólo el paladar

Las zonas dialectales del cacán muy posiblemente abundaron por dos motivos: en el extenso territorio que habitó esta etnia nunca llegó a darse un estado centralizado pazioca (o diaguita), o en su defecto un gran centro cultural, que favoreciera la unificación normativa de esta lengua, por otra parte el territorio pazioca estaba muy subdividido por elevadísimas montañas y extensos desiertos, tal subdivisión ha de haber favorecido una fuerte diversificación dialectal. Tal dificultad explica que los misioneros e incluso conquistadores prefirieran como lengua vehicular la ya lengua general quechua en lugar del idioma kakán.
Desde 1634 comenzó a ser obligatorio el uso del castellano. Una ordenanza real de 1770 estableció que solo se usase el español, esto motivó prácticamente la desaparición absoluta de este idioma que parece haber dejado sus rasgos fonológicos en los "acentos" regionales, mientras que gran parte de la toponimia vernácula mantiene las palabras cacanas aunque desconociéndose casi siempre su significado. La mayoría de las palabras que de este idioma se mantienen se observan en apellidos, aunque el significado de los mismos se ha perdido o es muy dudoso. La principal fuente actual de términos del cacán es la toponimia. 

### Fonología
Tal cual lo ha indicado Lozano, para quienes no lo tenían como lengua materna, el cacán era una lengua en extremo difícil, Barzana expresa que es 

lengua tan gutural que parece no se instituyó para salir de los labios

Sin embargo la palabra gutural no parece ser la correcta sino que está indicando una gran frecuencia de fonemas de articulación palatal tal como lo indica la serie: ch, sh, ñ, ll, y también resulta bastante frecuente la g oclusiva velar, mientras que la b con que los cronistas coloniales han transcripto muchas palabras parece corresponder generalmente a la consonante continuada sin fricción w; por otra parte llama la atención la infrecuencia de la d.
Así es que corresponde hacer notar lo siguiente: las palabras de la lista fueron inicialmente transcriptas al castellano de modo que en lugar de la k usada en este artículo las transcripciones previas al castellano lo fueron utilizando la c antes de a, o u o el dígrafo qu antes de i, e; de un modo semejante las palabras aquí transcriptas con h sonora lo fueron al castellano arcaico con x y luego con j o – antes de e, i – con g. La w con valor vocálico aquí utilizada ha sido frecuentemente transcripta al castellano con el dígrafo gü antes de i e, o directamente gu (sin diéresis) antes de las otras vocales.

### Gramática
Como el kunza, el kakán casi con certeza era una lengua polisintética, de modo que a partir de diversos morfemas, según el contexto, se formaban lexemas. Así el arrevesamiento probablemente habría estado (desde la perspectiva de los hablantes de otros idiomas) no solo en el plano gramatical sino en el semántico, por ejemplo la palabra vichi (cuesta) parece haber sido utilizada (según el contexto) también con los significados antonómicos de descenso y de ascenso. Algo semejante se observa en anko o ango, su significado principal parece haber sido el de "aguada" en y esto se corrobora si se nota que se compone de las palabras an (alto) y ko (agua), es decir "agua de altura" o "agua en la altura", pero también habría sido prácticamente un sinónimo de kata (ladera, faldeo) y translaticiamente o metonímicamente habría significado a un poblado de montaña (en cuanto a que un poblado en un sitio seco como el de las montañas pobladas por los paziocas requería sí o sí de una aguada), pero también la misma palabra anko (siempre según el contexto) parece haber significado a un yermo, a la sequedad acaso porque los poblados ubicados en las aguadas de montaña lo estaban también en regiones áridas, en todo caso lo más probable es que una palabra variara substancialmente de significado según la zona dialectal.

### Léxico
Entre las pocas palabras con significado aún conocido se observan las siguientes:
- Ao, hao, ahao: pueblo.
- Gasta: pueblo (de donde Calingasta y Antofagasta).
- Kakanchik (transcripto al castellano como "cacanchic"): Nombre de una deidad al parecer de la fertilidad.
- Titakin (transcripto al castellano titaquín): señor, rey.
- Zupka: altar, lugar de sacrificio.